# Chao Phraya Nakhon Ratchasima (Thong-in Na Ratchasima)
Chao Phraya Nakhon Ratchasima (Thong-in Na Ratchasima) (tiếng Thái: เจ้าพระยานครราชสีมา (ทองอินทร์ ณ ราชสีมา), 1780-1845) là một hoàng tử Xiêm La (Thái Lan), sau này là thống đốc tỉnh Nakhon Ratchasima. Ông là con trai út của vua Taksin (Trịnh Quốc Anh). Mẹ là một con gái của Chao Phraya Nakhon Si Thammarat (Nu).